# University of Saint Joseph
La University of Saint Joseph è un'università privata di indirizzo cattolico con sede a West Hartford, nello stato americano del Connecticut.
Il Saint Joseph College fu fondato nel 1932 dalle suore della misericordia. Prese il nome di University of Saint Joseph nel 2012. In origine i corsi erano aperti solo alle studentesse, ma nel 2018 furono ammessi anche studenti di sesso maschile.